# Fallanc
Fallanc（韓語：폴랑），是韓國RF娛樂於2018年推出的四人男子樂隊，成員包括Jihoon、Gyeonggeun、Minho及Luha。組合於2019年解散，同年官方停止更新所有社群帳號。

## 成員資料
| 成員              |               |                |
| 姓名              | 出生日期/地點 | 隊內職務       |
| Minho (민호)      | 1995年4月6日  | 隊長、主唱     |
| Jihoon (지훈)     | 1997年5月8日  | 結他、副唱     |
| Ruha (루하)       |               | 鼓、DJ         |
| Kyoungkeun (경근) |               | 低音結他、忙內 |